# チョンゴル

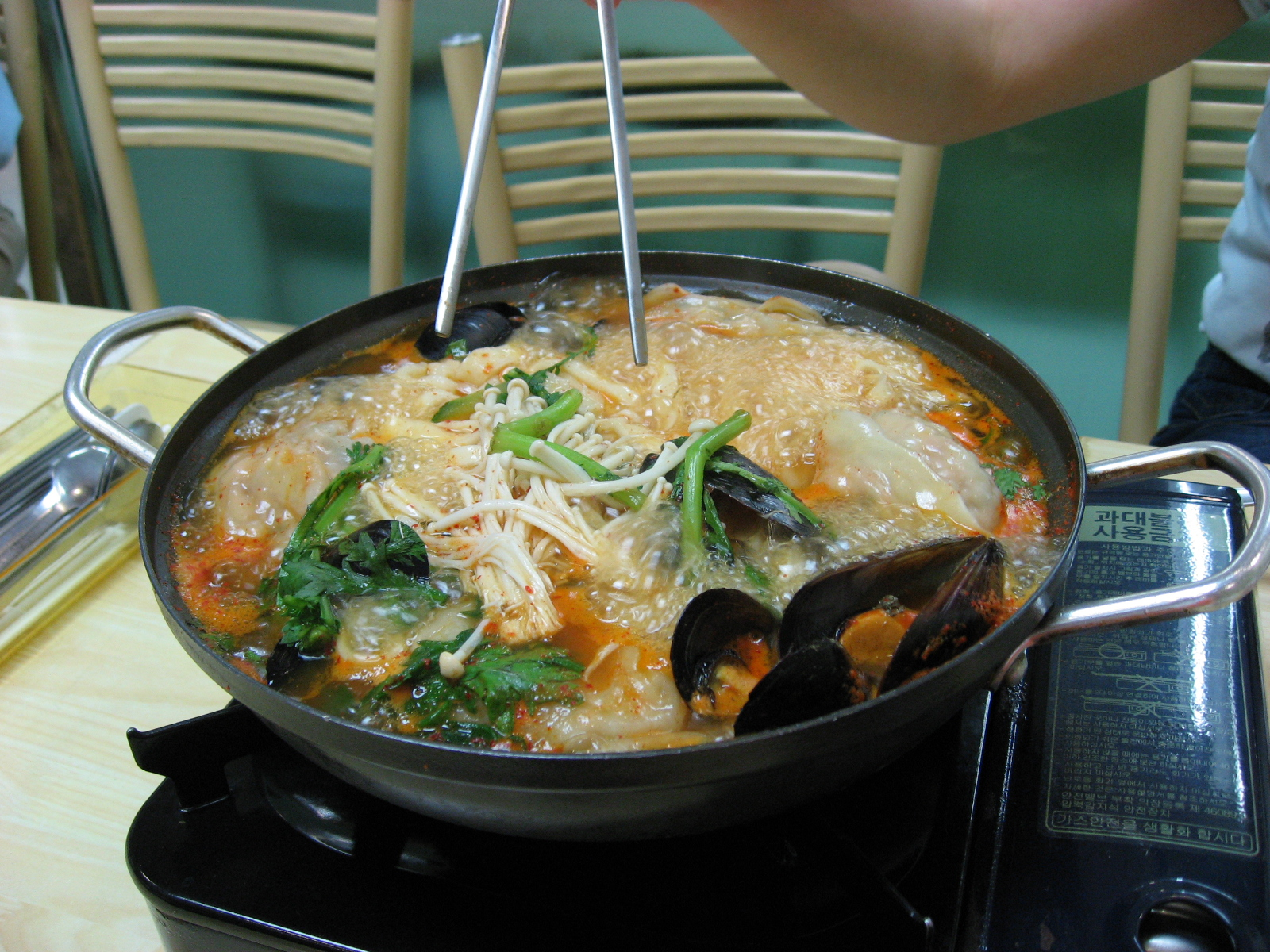
チョンゴル

チョンゴル（朝: 전골）は、朝鮮の鍋料理。煎骨、氈骨とも表記される。

## 概要
大きい鍋に具材を並べてスープを注いで食卓で煮ながら食べる。なお、同じく韓国の鍋料理であるチゲは調理が完成してから食卓に並べることが多いのに対し、チョンゴルは具材の下ごしらえなどをして食卓で調理する。もともと宮廷料理だったため来客に出すことが多い。18世紀に柳得恭が「氈笠を逆さにしたような形のチョンゴル鍋を用いて深い中央部で野菜を煮、平らな縁部で肉を焼いた」、という記述を『京都雑誌』に残している。この形状から、李氏朝鮮時代のチョンゴル用の鍋は氈笠套（チョルリプトゥ）と呼ばれた。

## 種類
下記のようなバリエーションがある。
- コプチャンチョンゴル（牛モツのチョンゴル、곱창전골）：コプチャン自体は牛の小腸を指すが、テッチャン（大腸）やミノ（胃）なども用いる[1]。これらのモツや野菜、キノコ、春雨とともにヤンニョムを乗せ、スープを注ぐ[1]。ヤンニョムはコチュジャンをベースとしてニンニクやショウガ、カンジャンなどを混ぜることが多い[1]。
- ソゴキチョンゴル（牛肉のチョンゴル、소고기전골）：牛肉およびネギやキノコを具材とし、カンジャンをベースとしたスープを注ぐ[1]。
- トゥブチョンゴル（豆腐のチョンゴル、두부전골）：生ないし焼いた木綿豆腐を野菜やキノコ、魚介類、牛肉などと並べてスープを注ぐ。スープは唐辛子またはカンジャンをベースとする[1]。
- ナクチチョンゴル（テナガダコのチョンゴル、낙지전골）：テナガダコ（英語版）をヤンニョムで和え、野菜やキノコと並べてスープを注ぐ[1]。
- カクセクチョンゴル（各種の具入りチョンゴル、각색전골）：カクセクは各色を意味し、肉団子や魚介類、豆腐、餃子、野菜など多様な食材を並べ、カンジャンベースのスープを注ぐ[1]。
- 神仙炉（シンソルロ、신선로）：中央に煙突がある専用の金属鍋（神仙炉）に長方形に切った具材を並べ、牛肉のスープを注ぐ宮廷料理[3]。牛肉、白身魚、干しシイタケ、セリなどを使う[3]。名称は、燕山君の治世に山中に隠遁した鄭希良（朝鮮語版）が野草や山菜を炉で煮炊きし、その様子が神仙のようだったことに由来する、とされる[3]。

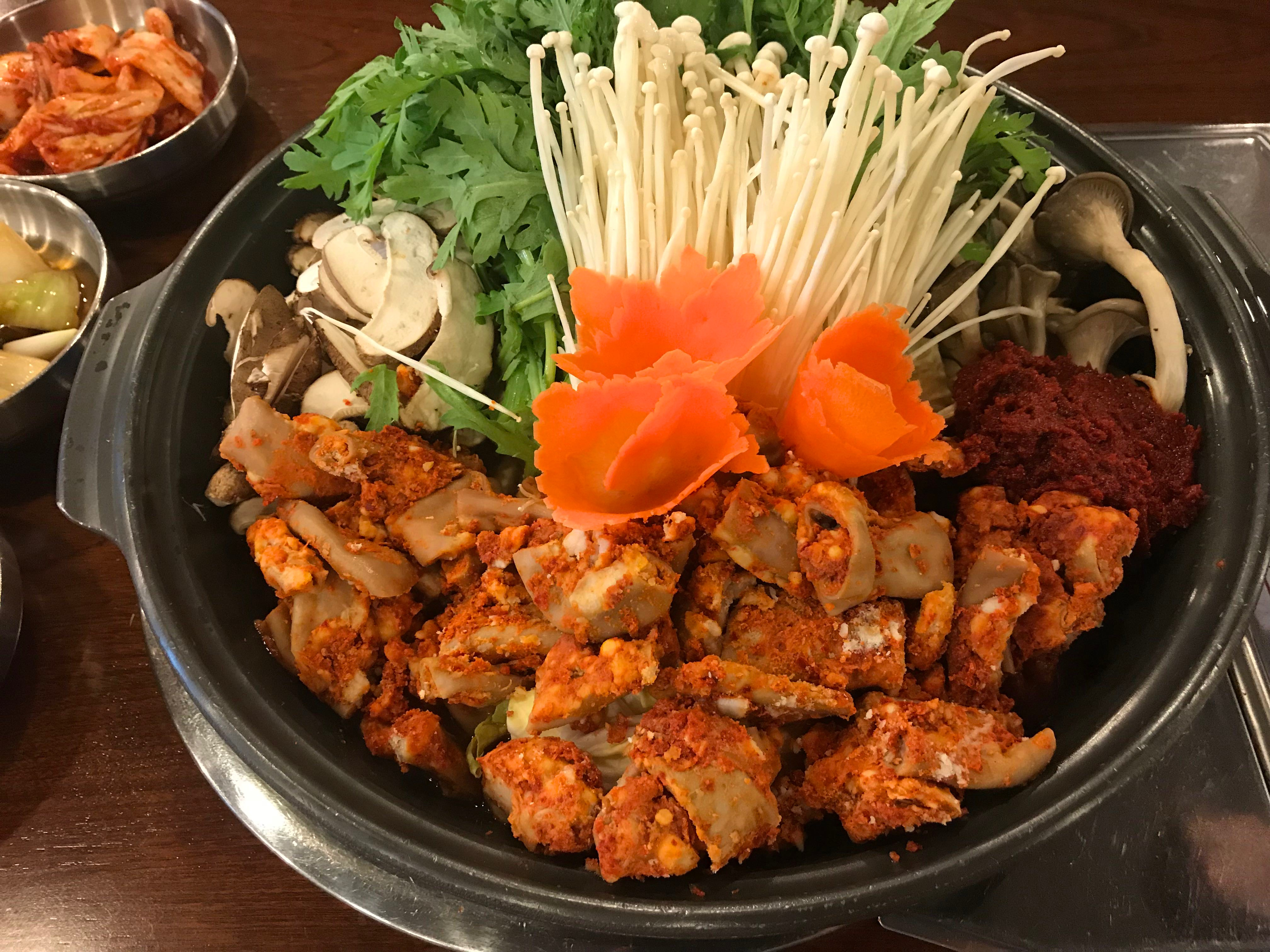
コプチャンチョンゴル
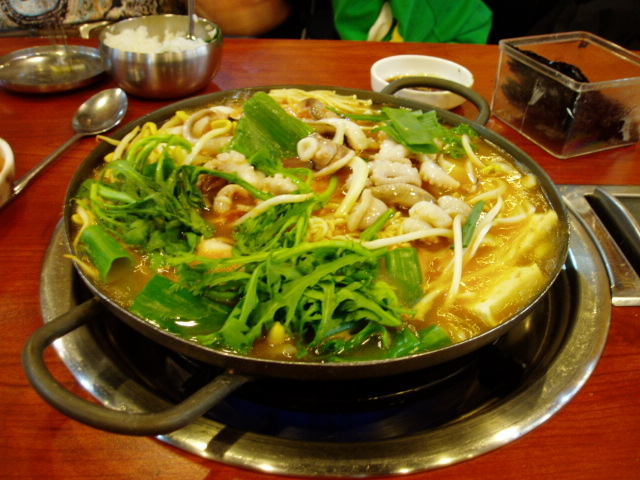
ナッチチョンゴル
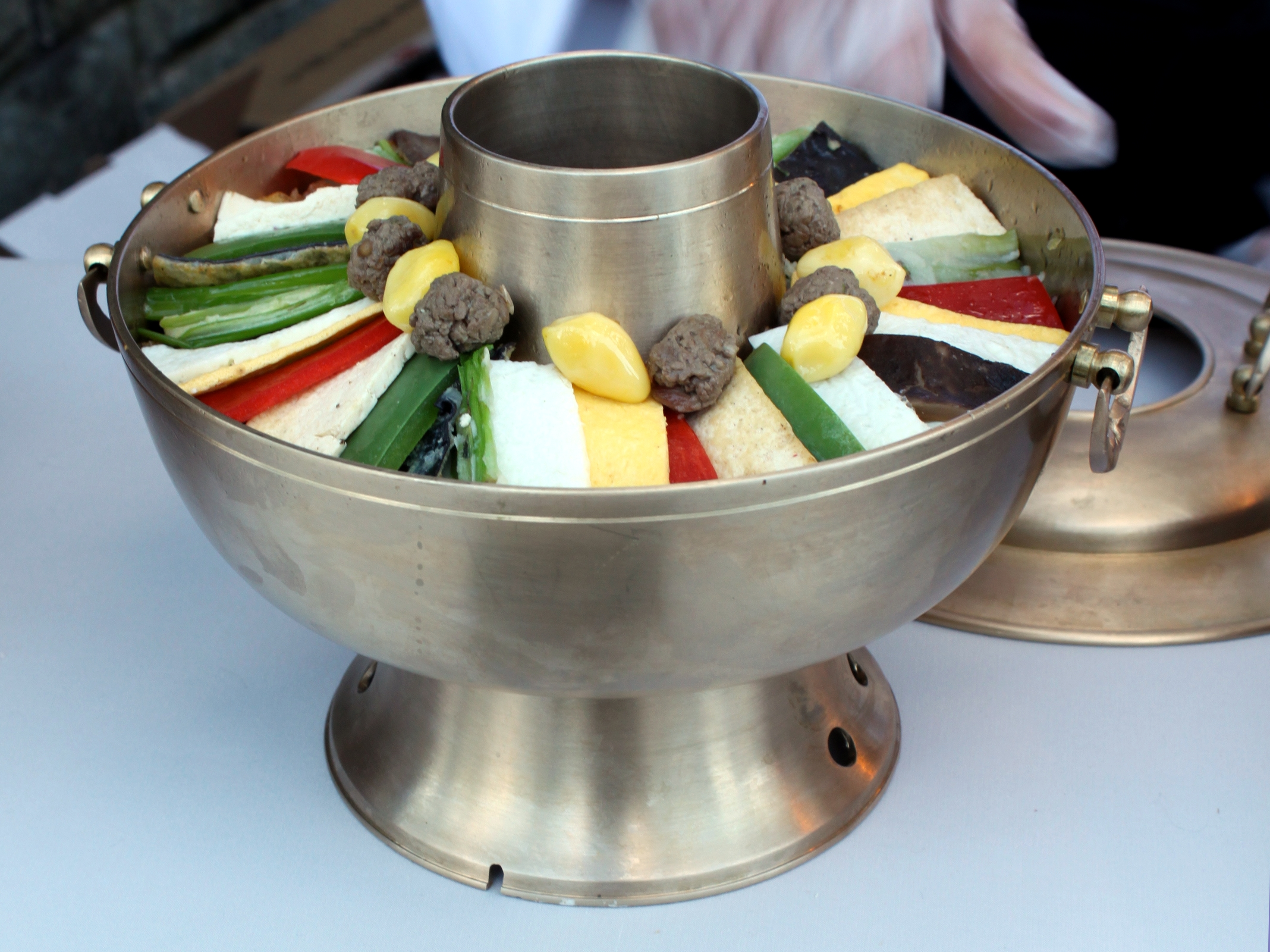
神仙炉
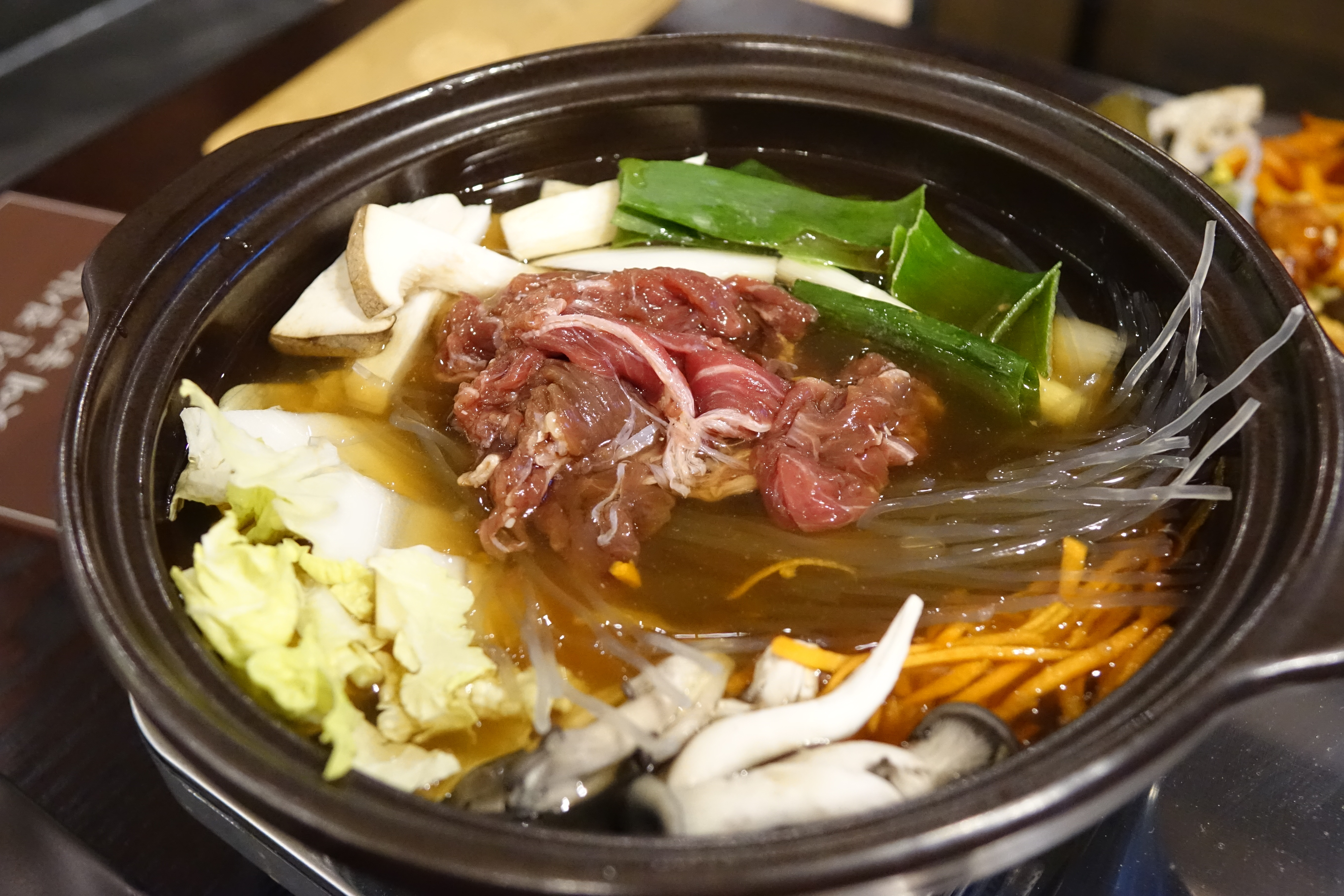
プルコギチョンゴル
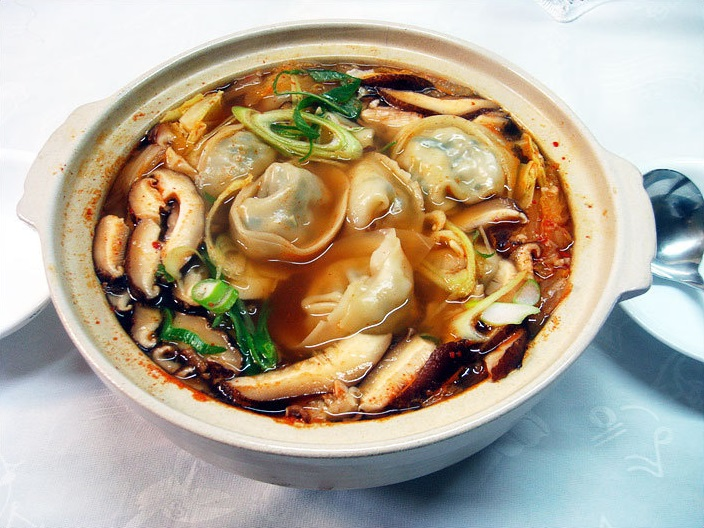
マンドゥチョンゴル
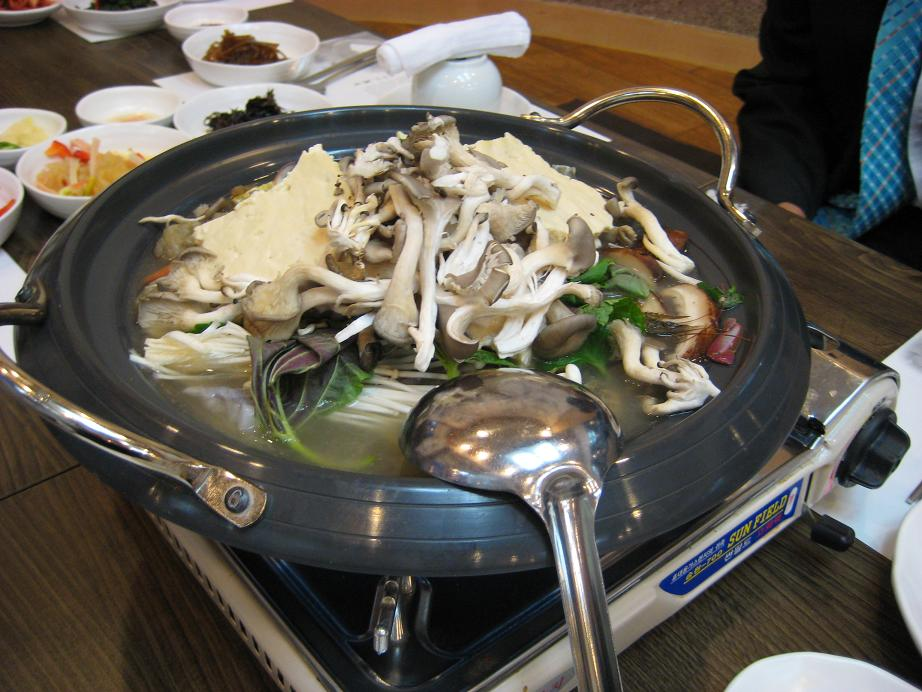
ポソッチョンゴル